# Torre Mapfre
La torre Mapfre és un gratacel situat a la Vila Olímpica del Poblenou, i és el gratacel més alt de la ciutat i de tot Catalunya, empatat amb el veí Hotel Arts.

## Història
Ambdós edificis van ser construïts amb motiu dels Jocs Olímpics del 1992. Les dues torres es van convertir així en un dels emblemes de la remodelació urbanística de la ciutat motivada per la celebració de les Olimpíades.
Aquest gratacels va arribar a ser el 2n més alt d'Espanya, darrere de la Torre Picasso, a Madrid, fins que va arribar l'Hotel Bali, situada a Benidorm, que va passar a ser el gratacel de més altura d'Espanya i l'hotel més alt d'Europa occidental. Després de la construcció del complex Cuatro Torres a Madrid, que aglutina les quatre torres més altes d'Espanya, la torre Mapfre perd quatre posicions i passa a ser la vuitena. A poc a poc anirà perdent posicions, i presumiblement quedarà per sota de la desena posició per després de 2011, quan es realitzin nous projectes de construcció de gratacels a Bilbao, Sevilla, Madrid, Benidorm, Màlaga... No obstant, seguirà sent la més alta de la Ciutat Comtal, ja que no hi ha cap projecte previst fins a aquestes dates.

## Característiques
L'edifici té 40 plantes, mesura 154 metres i és visible des de tota la ciutat. Les finestres del gratacel reflecteixen el terra, amb la qual cosa adquireix l'aspecte d'un mirall gegantí. En la planta baixa es troba un centre comercial. Com el seu propi nom indica, la torre està en gran part ocupada per les oficines de MAPFRE, una de les majors companyies d'assegurances d'Espanya, encara que també allotja oficines d'altres empreses com URSSA Mondragon Corporación Cooperativa, Oriol Bohigas, Necso, Uniland Cementera S.A., Ciments Portland Valderrivas, Condal Grues, Otis España / Zardoya Otis, Texsa S.A., DORLET, Europerfil, DiamondCluster International S.L.

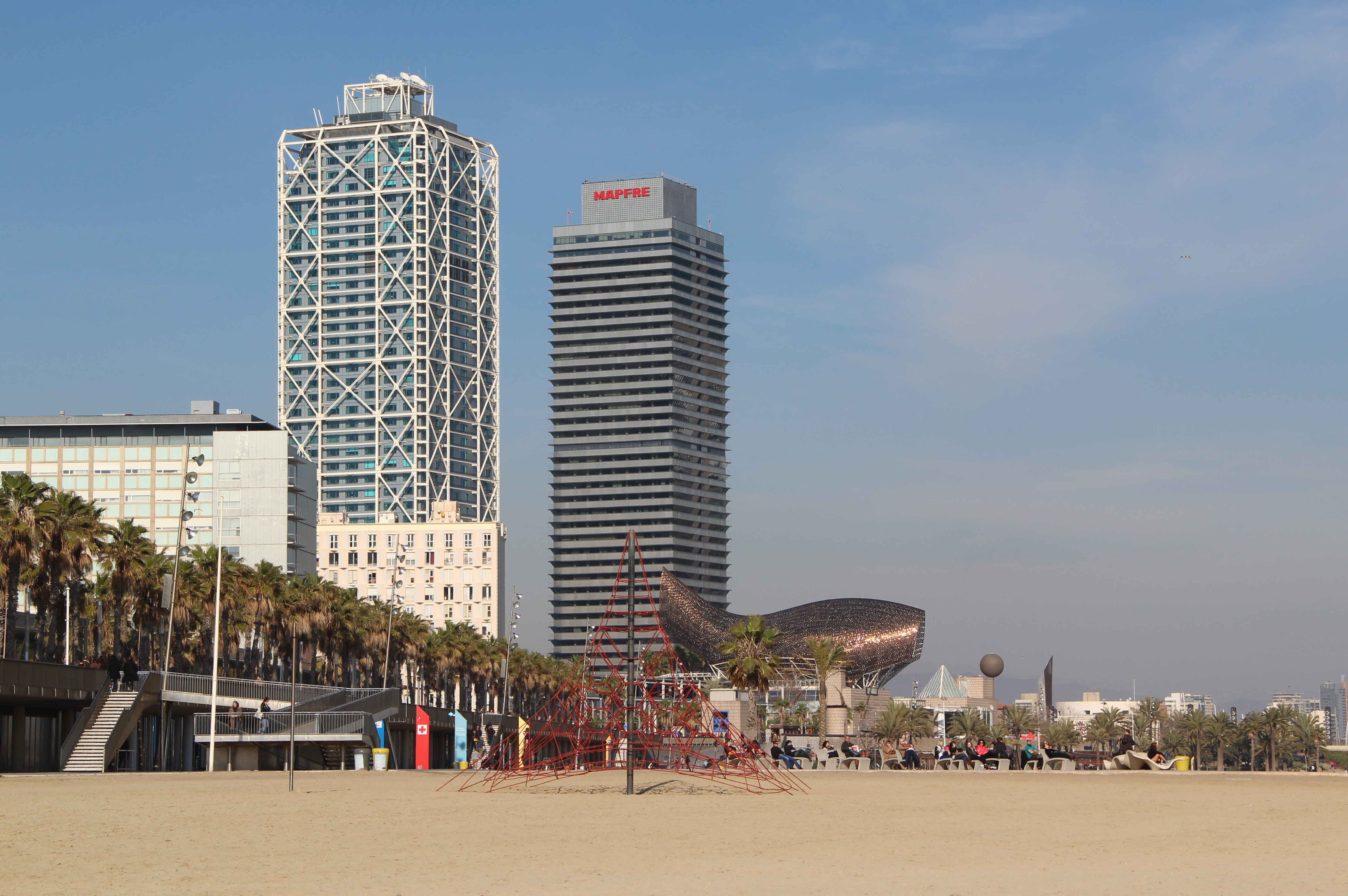
Torre MAPFRE i Hotel Arts des de la platja de la Barceloneta.